# Úriszék
Az úriszék (lat. sedes dominalis) a földesúr jogszolgáltató törvényszéke volt, amelynek illetékességi körébe a birtokon élő jobbágyok a földesúr familiárisai és családjuk, valamint nem nemes szolgái tartoztak, mások jobbágyai nem. Azonban, ha más jobbágya az ő földjén követett el bűncselekményt, akkor ő ítélkezhetett. Általában a kisebb ügyeket tárgyalták itt első fokon és már a lopásokat sem, amelyek a megyei törtvényszék elé tartoztak.  
Többnyire a jobbágyok egymás közötti ügyeiben ítélkezett, ezek leginkább vagyoni perek voltak de akadtak közöttük úrbéri perek is. Ha az úriszék megkapta a pallosjogot, akkor viszont súlyosabb ügyekben is ítélkezhetett pl: gyilkosság, gyújtogatás, erőszak, rablás stb. Az úriszék fellebbviteli fóruma a megyei törvényszék, a sedria volt (ha a földesúr pallosjoggal is rendelkezett, akkor nem lehetett a megyei sedriához fellebbezni.) Az úriszék hatáskörei a 13. század végére alakultak ki, de feltételezhetően egyes birtokosok már a 11. században is rendelkeztek joghatósággal a birtokaikon élőkkel szemben. A 14. századra általános jogelv és joggyakorlat volt, hogy a földdel együtt az ítélkezés joga a birtokost (nem a tulajdonost!) illeti, vagyis ez a fajta vérhatalom joga dologi jogi jogosultságon alapszik. Az úriszék tartása a földesúr számára kötelesség volt (nem tehette meg, hogy jobbágyának ne szolgáltasson igazságot). Ez igen költséges volt, hiszen meg kellett hívni a szomszédos földbirtokosokat, és a vármegye részéről egy szolgabírót két esküdt társaságában (mint megyei tanúbizonyságot), akiknek be kellett számolniuk a következő megyei közgyűlésen az úriszék tevékenységéről. Ilyen ítélkezések alkalmával a szokás és a presztízs követelte nagy lakomák, vadászatok, mulatságok nagy költséggel jártak, amelyek miatt a szegényebb földesurak nem tudtak úriszéket tartani, az ilyenektől a megye vette át az úriszék tartását, amelyek ezzel a földesúr ítélkezési jogát megszűntnek tekintették. Az úriszéki költséget, az azt tartó földesúr fizette, az eljárásért a jobbágy nem fizetett. Sokszor megesett, hogy a földesúr kiadta az úriszék tartását a birtokot igazgató gazdatisztjének (tiszti szék). A földesurak túlnyomó része "praktikus (gyakorlati) jogász" volt aki soha nem járt egyetemre, hanem a jogot a gyakorlat  (látta az apjától, szomszédos földesúrtól stb.) útján ismerte meg. 
Egész Európában léteztek hasonló intézmények például Angliában a manorial court. vagy Franciaországban a Justice seigneuriale en France.

## Ajánlott irodalom
- Gál Farkas: Az Úriszék előtt. 1984. Kozmosz kiadó. 150 o.
- Horváth Attila: Magyar állam- és jogtörténet. Budapest, NKE, 2014. 146. o.
- Közszolgálati online Lexikon https://lexikon.uni-nke.hu/szocikk/uriszek/
- Mezey Barna: Magyar alkotmánytörténet. Budapest, Osiris, 2003. 104. o.
- https://rubicon.hu/cikkek/az-uriszek
- Varga Endre: Úriszék XVI–XVII. századi perszövegek (Magyar Országos Levéltár kiadványai, II. https://library.hungaricana.hu/hu/view/MolDigiLib_MOLkiadv2_05/?pg=9&layout=s
- http://mek.oszk.hu/02100/02115/html/5-1011.html